# أكاديمية تشايكوفسكي الوطنية للموسيقى
أكاديمية تشايكوفسكي الوطنية للموسيقى (بالإنجليزية: Petro Tchaikovsky National Music Academy of Ukraine) هي معهد موسيقى، أُسِّسَت في 1912، في أوكرانيا.